# Kerncentrale Kahl
De Kerncentrale Kahl (Versuchsatomkraftwerk Kahl, VAK Kahl) was een experimentele kerncentrale in de buurt van Großwelzheim, een district van de stad Karlstein am Main.
Dit was de eerste commerciële kerncentrale in de Bondsrepubliek Duitsland, bedoeld om ervaring op te doen voor de bouw van grotere centrales. De centrale is na 25 jaar dienst ontmanteld. In 2005 is de karakteristieke gele koepel met op afstand bestuurbare kleine graafmachines verwijderd. De 53 meter hoge schoorsteen werd op 31 juli 2007 ontmanteld, alle andere delen van het gebouw en de fabriek zijn in juni en juli 2010 afgebroken. Op het terrein bevond zich ook de ontmantelde centrale kerncentrale Großwelzheim.
Er is een korte documentaire uit 1961 van Haro Senft over de centrale, die een Oscarnominatie kreeg.
| reactorblok | reactortype              | netto- vermogen | bruto- vermogen | begindatum projectplanning | commerciële inbedrijfname | project stillegging |
| ----------- | ------------------------ | --------------- | --------------- | -------------------------- | ------------------------- | ------------------- |
| Kahl-1      | kokendwaterreactor (BWR) | 15 MW           | 16 MW           | 1958                       | 1962                      | 25 november 1985    |

In bedrijf: 
-

Gesloten:
Biblis ·
Brokdorf ·
Brunsbüttel ·
Emsland ·
Grafenrheinfeld ·
Greifswald ·
Grohnde ·
Gundremmingen ·
Hamm · 
Isar ·
KNK Karlsruhe ·
Krümmel ·
Lingen ·
Mülheim-Kärlich ·
Neckarwestheim ·
Obrigheim ·
Philippsburg ·
Rheinsberg ·
Stade ·
THTR-300 Hamm-Uentrop ·
Unterweser ·
Würgassen ·

Ontmanteld:
Großwelzheim ·
Jülich · 
Kahl · 
MZFR Karlsruhe · 
Niederaichbach

Nooit in gebruik genomen:
Kalkar ·
Stendal ·
Wyhl